# Grzegorzekia
Grzegorzekia är ett släkte av tvåvingar som beskrevs av Edwards 1941. Grzegorzekia ingår i familjen svampmyggor.
Kladogram enligt Catalogue of Life och Dyntaxa:
| Grzegorzekia | \| \| Grzegorzekia collaris \| \| \| \| \| \| Grzegorzekia hungarica \| \| \| \| \| \| Grzegorzekia phoenix \| \| \| \| |
|              | \| \| Grzegorzekia collaris \| \| \| \| \| \| Grzegorzekia hungarica \| \| \| \| \| \| Grzegorzekia phoenix \| \| \| \| |
|              | Grzegorzekia collaris                                                                                                   |
|              | |
|              | Grzegorzekia hungarica                                                                                                  |
|              | |
|              | Grzegorzekia phoenix |
|              | |